# Saint-Valérien (Yonne)
Saint-Valérien è un comune francese di 1 658 abitanti situato nel dipartimento della Yonne nella regione della Borgogna-Franca Contea.

## Società

### Evoluzione demografica
Abitanti censiti